# IN MY ARMS TONIGHT
〈IN MY ARMS TONIGHT〉은 일본의 밴드 ZARD의 다섯 번째 싱글로, 1992년 9월 9일 발매되었다. (8cm CD: PODH-1094, POSH-1094) 곡은 사카이 이즈미가 작사하고, 하루하타 미치야(春畑道哉)가 작곡을, 아카시 마사오가 편곡을 맡았다. 이 곡은 동시기에 TBS 텔레비전을 통해 방송되었던 드라마 《학교가 위험해》의 테마송으로 사용되었다. 전작 〈잠 못드는 밤을 안고〉가 그랬듯, 이 역시 ZARD가 방송에 출연했던 몇 안되는 곡이다. 총 2회 출연했으며, 각각 10월 16일 TV 아사히의 《뮤직 스테이션》과, 10월 28일 후지 TV의 《뮤직 저널》의 방송분이다.
B사이드 곡인 〈땀 속에서 CRY〉(汗の中でCRY)는 사카이 이즈미가 작사, 밴드 BLIZARD의 리더 마츠카와 토시야(松川敏也)가 작곡을, 오자와 마사즈미(小澤正澄)와 이케다 다이스케(池田大介)가 편곡을 도맡았다. 이후 오자와는 15번째 싱글 〈사랑이 보이지 않아〉의 작곡을 맡았고, 이케다는 ZARD의 많은 곡들을 함께 한다.
싱글은 오리콘 차트 주간 싱글차트 9위에 올랐으며, 13주간 순위에 머물렀다. 한편, 곡의 저작권이 폴리도르 레코드에서 B-Gram RECORDS로 옮겨지며 1993년 9월 1일 싱글이 재발매되었다. (8cm CD: BGDH-1014)

## 수록곡
| #            | 제목                                          | 작사          | 작곡            | 편곡                              | 재생 시간 |
| ------------ | --------------------------------------------- | ------------- | --------------- | --------------------------------- | --------- |
| 1.           | 〈〈IN MY ARMS TONIGHT〉〉                    | 사카이 이즈미 | 하루하타 미치야 | 아카시 마사오                     | 4:21      |
| 2.           | 〈〈땀 속에서 CRY〉〉 (汗の中でCRY)           | 사카이 이즈미 | 마츠카와 토시야 | 오자와 마사즈미 / 이케다 다이스케 | 3:45      |
| 3.           | 〈〈IN MY ARMS TONIGHT〉〉 (Original Karaoke) |               |                 |                                   | 4:20      |
| 4.           | 〈〈땀 속에서 CRY〉〉 (Original Karaoke)      |               |                 |                                   | 3:42      |
| 총 재생 시간 | 총 재생 시간                                  | 총 재생 시간  | 총 재생 시간    | 총 재생 시간                      | 16:08     |

## 발매 일정
| 버전                                 | 일정           | 레이블          | 포맷               |
| ------------------------------------ | -------------- | --------------- | ------------------ |
| 〈IN MY ARMS TONIGHT〉               | 1992년 9월 9일 | 폴리도르 레코드 | 8cm CD (PODH-1094) |
| 〈IN MY ARMS TONIGHT〉               | 1992년 9월 9일 | 폴리도르 레코드 | 8cm CD (POSH-1094) |
| 〈IN MY ARMS TONIGHT〉 (저작권 이전) | 1993년 9월 1일 | B-Gram RECORDS  | 8cm CD (BGDH-1014) |